# Отепяский район
Отепяский район — административно-территориальная единица в составе Эстонской ССР, существовавшая в 1950—1959 годах. Центр — Отепя. Площадь района в 1955 году составляла 569,2 км².

## История
Отепяский район был образован в 1950 году, когда уездное деление в Эстонской ССР было заменено районным. В 1952 году район был включён в состав Тартуской области, но уже в апреле 1953 года в результате упразднения областей в Эстонской ССР район был возвращён в республиканское подчинение.
В 1959 году Отепяский район был упразднён.

## Административное деление
В 1955 году район включал 1 город (Отепя) и 5 сельсоветов: Валгъярвеский (центр — Саверна), Вескиский (центр — Мааритса), Коорастеский, Отепяский (центр — Вана-Отепя), Похлярвеский (центр — д. Сихва).